# Dyrevelfærd
 Der er for få eller ingen kildehenvisninger i denne artikel, hvilket er et problem. Du kan hjælpe ved at angive troværdige kilder til de påstande, som fremføres i artiklen.

Dyrevelfærd er det synspunkt at dyr, specielt dem som er i menneskers varetægt, ikke bør udsættes for lidelse, når de bliver brugt som mad, arbejdsdyr eller til forskning. Den fokuserer oftest på mangel på moral bag menneskers handlinger i modsætning til dybere politiske eller filosofiske holdninger om dyrs status, som ofte ses fra et dyreretsmæssigt synspunkt. Derfor kan dyrevelfærdsorganisationer bruge ordet human i deres navn eller bekendtgørelser.

## Dyrevelfærdens historie
De første, som systematisk bekymrede sig for dyrs velfærd, var Induskulturen pga. dens religiøse overbevisning om at deres forfædre vendte tilbage i dyreform, og at dyrene derfor bør behandles med samme respekt som mennesker. Den religiøse tro findes i Jainisme og andre Dharmiske religioner. Andre religioner som de Abrahamitiske religioner, behandler dyr som deres ejeres ejendom.

### Velfærd i praksis
I 1822 fik det britiske parlamentsmedlem Richard Martin et lovforslag vedtaget om beskyttelse af kvæg, heste og får mod mishandling. Det gav ham øgenavnet Humanity Dick. Siden har velfærdsvinklen haft fokus på menneskets moral og opførsel. Martin var i 1824 med i verdens første dyrevelfærdsorganisation, Society for the Prevention of Cruelty to Animals, eller SPCA. I 1840 gav dronning Victoria selskabet sin velsignelse, og det blev RSPCA. Selskabet brugte donationer til at ansætte et voksende netværk af inspektører, som skulle afsløre mishandlere, finde beviser og indberette dem til myndighederne.
Lignende grupper dukkede op rundt i Europa og senere i Nordamerika. Den første amerikanske gruppe, American Society for the Prevention of Cruelty to Animals, kom til i staten New York i 1866.

### Dyrevelfærd af smagsmæssige grunde
Der er et voksende antal nye bevægelser blandt kokke, som taler for, at kød skal komme fra dyr, der har været behandlet godt. Det har ikke meget at gøre med bekymring for dyret, men snarere fordi kødet smager bedre.
Moderne vestlige forbrugere kan nu vælge mellem masseproduceret kød som flæsk, hvor kød af høj kvalitet kom fra svin som blev holdt i det fri, mens billigere svin blev holdt i små, individuelle båse og fjerkræ fra frie omgivelser, som oftest koster tre-fire gange mere end fabrikskyllinger.
Kritikere siger, at de, som argumenterer for kød af højere kvalitet, gør det fra deres velhavende position, mens fattigfolk ikke har råd til det. Andre påstår, at den nuværende overflod af billige proteiner er unaturlig, og at den moderne kost består af for meget kød. Forbruget af dyrekød i mad i dag er faktisk en mindre del af den gennemsnitlige husholdnings forbrug, end tidligere generationers.

### Velfærdsprincipper
Den britiske regering bestilte i 1965 hos professor Roger Brambell en undersøgelse af velfærd hos intensivt opdrættede dyr som følge af Ruth Harrisons bog Animal Machines fra 1964. På grundlag af Brambells rapport oprettede den britiske regering Farm Animal Welfare Advisory Committee i 1967, som blev Farm Animal Welfare Council i 1979. Komiteens første retningslinjer anbefalede at dyr behøver friheden til "at vende sig, soignere sig, rejse sig, lægge sig ned og strække ben". Det er senere blevet til de Fem Friheder inden for dyrevelfærd:

### De fem friheder
1. Frihed fra tørst, sult og fejlernæring.
2. Frihed fra ubehag forårsaget af omgivelserne
3. Frihed fra smerte, skade og sygdom
4. Frihed til at udtrykke artens normale opførsel
5. Frihed fra frygt og lidelse

David J. Mellor har efterfølgende kritiseret de Fem Friheder for ikke at tage tilstrækkelig hensyn til behovet for at sikre dyr positive oplevelser og kun at fokusere på fraværet af negative. En anden kritik er, at frihederne kan fremstå som absolutte, hvilket overser, at de også beskriver funktionelle følelser, såsom at man spiser, fordi man føler sult.

## Dyrevelfærd kontra dyreret
De fleste fortalere for dyrevelfærd mener, at dyrerets-synspunktet går for langt, og støtter ikke stop for alle former for brug af dyr. De mener, at mennesker har en moralsk ansvarlighed for ikke at mishandle (pådrage unødvendig lidelse) dyr. Fortalere for dyreret som Gary L. Francione og Tom Regan mener, at dyrevelfærds-synspunktet (forbedring dyrs forhold, men uden at udelukke brug af dyr via f.eks. veganisme) er ulogisk og etisk uacceptabelt. Nogle dyreretsgrupper som PETA støtter dyrevelfærd for at afhjælpe dyrenes lidelser, indtil alle former for brug af dyr er stoppet.

### Dyrerettigheds-forkæmpernes syn på dyrevelfærd
Den canadiske etiker David Sztybel skelner mellem seks forskellige slags dyrevelfærd-synspunkter fra sit eget perspektiv som dyrerettighedsforkæmper:
- Dyreudnytternes dyrevelfærd: forsikringen fra dyreindustrien om, at de behandler dyrene godt (fx talsmændene for slagterindustrien)
- Den sunde fornufts dyrevelfærd: den almindelige bekymring om at udgå mishandling og at være god mod dyr
- Human dyrevelfærd: en mere principfast modstand mod dyremishandling, som ikke modsætter sig det meste brug af dyr (muligvis bortset fra brug af dyr til pels og sport)
- Dyrebefrielses dyrevelfærd: et synspunkt som forsøger at minimere lidelse, men accepterer nogle former for brug af dyr som en del af "en større sag", som brug af dyr i nogle former for medicinsk forskning
- Ny velfærdisme ("new welfarism"): et begreb opfundet af Gary Francione som henviser til at at forbedre forholdene for dyr vil føre til afskaffelsen af udnyttelse af dyr
- Dyrevelfærd/dyreret som ikke skelner mellem de to

Sztybel tilføjer i "The Rights of Animal Persons," (2006) at "dyrevelfærd" er en eufemisme for hvordan vi mishandler dyr som mad, tøj, eksperimenter osv. Ved at bruge en model med "niveauer af skadelig diskriminering" konkluderer Sztybel, at hvis det samme skete for mennesker, ville det være en slem skæbne, selv om man forsøgte at være "god". Sztybel mener at dyrevelfærd sker under de forhold som dyrerettighederne nævner: når dyrenes velbefindende gøres til den højeste prioritet.

## Kritik af dyrevelfærd
Engang benægtede mange, at dyr kunne føle, og det var overflødigt at bekymre sig om deres velfærd. Mange Kartesianere havde denne holdning, selv om Cottingham (1978) sagde, at Descartes ikke delte den holdning.
En yderligere kritik går på at dyrevelfærdsforkæmpere prioriterer nogle dyrearter over andre uden at have rationelle/videnskabelige grunde til det. Nogle kritikere mener , at forkæmperne favoriserer kæledyr for kommercielle dyr, vilde for husdyr, eller pattedyr for fugle/reptiler/fisk. Fx modsætter velfærdsbevægelsen sig ofte dyrlægers fjernelse af kæledyrs-kattes kløer, men kommenterer sjældent afskæringen af tæer fra kommercielle fugle. Kritikerne mener, at mange dyrevelfærdsgrupper i virkeligheden opfører sig lige så fordomsfuldt som dem med antropocentriske anti-velfærdssynspunkter.

## Fodnoter
1. ↑  Mellor, D.J. Updating Animal Welfare Thinking: Moving beyond the “Five Freedoms” towards “A Life Worth Living”. Animals 2016, 6, 21. https://doi.org/10.3390/ani6030021
2. ↑  Sztybel, David. "Distinguishing Animal Rights from Animal Welfare." In Bekoff, Marc (ed.). The Encyclopedia of Animal Rights and Animal Welfare, Westport, CT: Greenwood Publishing Group, 1998, s. 130-132.
3. ↑  Sztybel, David. "The Rights of Animal Persons," Animal Liberation Philosophy and Policy Journal 4 (1) (2006): 1-37.